# Nørresundby
Nørresundby este un oraș în Danemarca.